# 莱特公司
莱特公司（Wright Company）是莱特兄弟为向美国军方推销飞机而创立的一家公司。
莱特公司创建于1909年，但是莱特公司创建后莱特兄弟将其大部分精力用在了保护其专利上，在技术上落后于其竞争对手，后于1916年同格伦·L·马丁公司合并组成莱特－马丁公司。

## 萊特公司产品
- 1909 Military Flyer
- 1909-1910 Model A-B
- 萊特B型飛機（英语：Wright Model B）
- 萊特Ex型飛機（英语：Vin Fiz Flyer）
- 萊特R型飛機（英语：Wright Model R）
- 萊特滑翔機（英语：Wright Glider）
- 萊特C型飛機（英语：Wright Model C）
- 萊特D型飛機（英语：Wright Model D）
- 1913 Model CH
- 1913 Model G Aeroboat
- 1913 Model E
- 1913 Model F
- 1914 Model H
- 1915 Model HS
- 1915 Model K
- 1916 Model L